# Biên niên sử Nga
Đây là biên niên sử Nga, bao gồm những thay đổi quan trọng về pháp lý và lãnh thổ cũng như các sự kiện chính trị tại Nga và các quốc gia tiền nhiệm. Để đọc về bối cảnh của những sự kiện này, hãy xem Lịch sử Nga. Xem thêm về danh sách nhà lãnh đạo Nga.

Những ngày trước ngày 31 tháng 1 năm 1918, khi chính phủ Bolshevik thông qua lịch Gregorius, được đưa ra trong lịch Julius kiểu cũ.
Đây là một danh sách chưa hoàn tất, và có thể sẽ không bao giờ thỏa mãn yêu cầu hoàn tất. Bạn có thể đóng góp bằng cách mở rộng nó bằng các thông tin đáng tin cậy.Thế kỷ: 9 · 10 · 11 · 12 · 13 · 14 · 15 · 16 · 17 · 18 · 19 · 20 · 21
Đọc thêm · Tham khảo

## Thế kỷ 9
| Năm | Ngày | Sự kiện                                                                                               |
| --- | ---- | --- |
| 860 |      | Chiến tranh Rus-Đông La Mã (860): Rus đã tiến hành một cuộc đột kích thành công vào Constantinopolis. |
| 862 |      | Ryurik đến cai trị Novgorod, thành lập Vương triều Ryurik.                                            |
| 882 |      | Oleg xứ Novgorod đã chinh phục và dời thủ đô đến Kyiv.                                                |

## Thế kỷ 10
| Năm | Ngày | Sự kiện |
| --- | --- | --- |
| 907 | | Chiến tranh Rus-Đông La Mã (907): Oleg lãnh đạo một đội quân đến các bức tường của Constantinopolis.                                            |
| 907 | Chiến tranh Rus-Đông La Mã (907): Hiệp ước Rus–Đông La Mã cho phép các thương gia vào thành phố dưới sự bảo vệ của Rus. | |
| 912 | | Oleg qua đời và được kế vị bởi Igor, con trai của Ryurik.                                                                                       |
| 941 | Tháng 5 | Chiến tranh Rus-Đông La Mã (941): Quân đội của Rus đổ bộ lên Bithynia.                                                                          |
| 941 | Tháng 9 | Chiến tranh Rus-Đông La Mã (941): Người Đông La Mã tiêu diệt hạm đội Rus.                                                                       |
| 945 | | Chiến tranh Rus-Đông La Mã (941): Một Hiệp ước Rus–Đông La Mã khác được ký kết. Rus phải từ bỏ một số lãnh thổ của Đông La Mã.                  |
| 945 | Igor qua đời; vợ ông, Olga trở thành nhiếp chính của Kiev Rus' cho con trai của họ, Sviatoslav I.                       | |
| 963 | | Thời kỳ nhiếp chính của Olga kết thúc. |
| 965 | | Sviatoslav chinh phục Khazar. |
| 968 | | Cuộc vây hãm Kiev (968): Người Pecheneg bao vây Kyiv. Rus đã tạo ra ảo tưởng về một đội quân lớn hơn nhiều và khiến họ sợ hãi bỏ chạy.          |
| 969 | 8 Tháng 7 | Sviatoslav dời đô từ Kyiv đến Pereyaslavets ở Bulgaria.                                                                                         |
| 971 | | Đế quốc Đông La Mã chiếm được Pereyaslavets. Thủ đô lại chuyển về Kyiv.                                                                         |
| 972 | | Sviatoslav đã bị người Pecheneg giết trong một cuộc thám hiểm trên lãnh thổ của họ. Con trai của ông là Yaropolk I kế vị.                       |
| 980 | | Yaropolk I bị phản bội và sát hại bởi anh trai mình là Vladimir I, người đã kế vị ông làm Hoàng tử Kyiv.                                        |
| 981 | | Vladimir chinh phục Red Ruthenia từ người Ba Lan.                                                                                               |
| 988 | | Kitô giáo Kiev Rus': Vladimir đã phá hủy các thần tượng ngoại giáo của Kyiv và thúc giục cư dân thành phố làm lễ rửa tội cho mình ở sông Dnepr. |

## Thế kỷ 11
| Năm  | Ngày        | Sự kiện |
| ---- | ----------- | --- |
| 1015 |             | Vladimir qua đời. Ông được kế vị bởi Sviatopolk I, người có thể là con trai ruột của ông sau vụ cưỡng hiếp vợ Yaropolk. Sviatopolk ra lệnh giết ba người con trai nhỏ của Vladimir.                                                                        |
| 1016 |             | Yaroslav I, một người anh em khác của Sviatopolk, đã lãnh đạo một đội quân chống lại và đánh bại ông ta, buộc ông ấy phải chạy trốn sang Ba Lan. |
| 1017 |             | Yaroslav đã ban hành bộ luật đầu tiên của Nga, Russkaya Pravda. |
| 1018 |             | Đoàn thám hiểm Ba Lan đến Kyiv: Sviatopolk dẫn quân Ba Lan vào Rus'. Red Ruthenia trở lại quyền sở hữu của Ba Lan. |
| 1018 | 14 tháng 8  | Đoàn thám hiểm Ba Lan đến Kyiv: Quân đội Ba Lan chiếm được Kyiv; Yaroslav chạy trốn sang Novgorod. |
| 1019 |             | Yaroslav đánh bại Sviatopolk và trở về vương quốc Kiev. Ông trao quyền tự trị cho Novgorod như một phần thưởng của lòng trung thành trước đây cho người vợ. Sviatopolk chết.                                                                               |
| 1030 |             | Yaroslav tái chiếm Red Ruthenia từ người Ba Lan. |
| 1043 | 30 tháng 2  | Chiến tranh Rus'-Đông La Mã (1043): Yaroslav dẫn đầu một cuộc tấn công hải quân không thành công vào Constantinopolis. Theo thỏa thuận hòa bình, con trai của Yaroslav là Vsevolod I kết hôn với con gái của hoàng đế Đông La Mã, Konstantinos Monomachos. |
| 1054 |             | Yaroslav qua đời. Con trai cả của ông, Iziaslav I, kế vi. |
| 1068 |             | Iziaslav bị lật đổ trong một cuộc nổi dậy của quần chúng và buộc phải chạy sang Ba Lan. |
| 1069 |             | Iziaslav dẫn quân Ba Lan trở lại Kyiv và tái lập ngai vàng. |
| 1073 |             | Hai người em trai của Iziaslav, Sviatoslav II và Vsevolod I, lật đổ ông; người trước đây trở thành hoàng tử của Kiev. |
| 1076 | 27 tháng 12 | Sviatoslav qua đời. Vsevolod I kế vị, nhưng đã đổi vương quốc Kiev cho Iziaslav để đổi lấy Chernigov. |
| 1078 |             | Iziaslav qua đời. Ngai vàng của Kiev lại đến Vsevolod. |
| 1093 | 13 tháng 4  | Vsevolod qua đời. Ngai vàng của Kiev và Chernigov đến với đứa con ngoài giá thú của Iziaslav, Sviatopolk II. |
| 1093 | 26 tháng 5  | Trận chiến sông Stugna: Lực lượng Rus tấn công người Cuman tại sông Stugna và bị đánh bại. |

## Thế kỷ 12
| Năm  | Ngày        | Sự kiện |
| ---- | ----------- | --- |
| 1113 | 16 tháng 4  | Sviatopolk qua đời. Con trai của Vsevolod, em họ của ông, Vladimir II Monomakh, kế vị. |
| 1125 | 19 tháng 5  | Vladimir qua đời. Con trai cả của ông, Mstislav I, kế vị. |
| 1132 | 14 tháng 4  | Mstislav qua đời. Anh trai của ông là Yaropolk II theo ông làm hoàng tử Kiev. |
| 1136 |             | Novgorod trục xuất hoàng tử do Kiev bổ nhiệm cho họ và hạn chế rất nhiều quyền hạn của văn phòng. |
| 1139 | 18 tháng 2  | Yaropolk qua đời. Em trai của ông là Viacheslav theo sau ông, nhưng vào tháng 3, Viacheslav bị người anh họ của mình, hoàng tử xứ Chernihiv, Vsevolod, lật đổ. |
| 1146 | 1 tháng 8   | Vsevolod chết. Anh trai của ông là Igor theo ông với tư cách là người cai trị Kiev. Các công dân của Kiev yêu cầu ông hạ bệ các boyar cũ của Vsevolod. Igor đã thề sẽ thực hiện yêu cầu của họ, nhưng sau đó đã cân nhắc lại việc thực hiện. Công dân Kiev cho rằng kẻ phá vỡ lời thề không còn là người cai trị hợp pháp nữa và lựa chọn triệu tập hoàng tử Iziaslav xứ Pereyaslavl làm hoàng tử mới của Kiev. |
| 1146 | 13 tháng 8  | Iziaslav lật đổ Igor. Người anh trai của Igor, Sviatoslav, hoàng tử của Novhorod-Siverskyi đã nhờ hoàng tử của Rostov-Suzdal Yuri Dolgorukiy giúp đỡ để giải cứu Igor khỏi bị giam cầm. |
| 1147 |             | Lần đầu tiên đề cập đến Moskva khi Yuri Dolgorukiy kêu gọi Sviatoslav xứ Novgorod-Seversk "hãy đến với tôi, người anh em, đến Moskva". |
| 1149 |             | Yuri Dolgorukiy chiếm được Kiev. Iziaslav trốn thoát. |
| 1150 |             | Với sự hỗ trợ của chorniye klobuky, Iziaslav đã đuổi Yuri khỏi Kiev. Sau một thời gian, với sự giúp đỡ của Volodimirko xứ Galych, Yuri lại chiếm được Kiev. |
| 1151 |             | Vua Hungary Géza II đã giúp Iziaslav trả lại Kiev. Yuri trốn thoát |
| 1154 | 13 tháng 11 | Iziaslav II qua đời. Anh trai của ông, hoàng tử xứ Smolensk Rostislav được triệu tập để trở thành hoàng tử mới của Kiev. |
| 1155 |             | Yuri Dolgorukiy trục xuất Rostislav với sự hỗ trợ của hoàng tử Chernigov. |
| 1157 |             | Yuri I đã say và chết. Iziaslav xứ Chernigov trở thành hoàng tử của Kiev. |
| 1159 |             | Iziaslav xứ Chernigov bị lật đổ bởi các hoàng tử của Galych và Volyn. Đồng minh gọi Rostislav trở lại làm hoàng tử Kiev. |
| 1167 |             | Rostislav chết. Cháu trai của ông, Mstislav xứ Volyn, trở thành người cai trị mới của Kiev. |
| 1169 |             | Andrey Bogolyubsky, con trai cả của Yuri Dolgorukiy, hoàng tử của công quốc mạnh mới Vladimir-Suzdal đã tấn công và cướp bóc Kiev. Phần lớn các hoàng tử Nga công nhận ông là một hoàng tử mới. Không giống như các đại công tước trước đây, Andrey I đã không chuyển nơi ở của mình đến Kiev, thay vào đó ở lại ở Vladimir. Andrey đã bổ nhiệm anh trai mình là Gleb làm hoàng tử của Kiev. Kể từ thời điểm này, Kiev không còn là trung tâm của vùng đất Nga. Trung tâm chính trị và văn hóa đã được chuyển đến Vladimir. Các hoàng tử mới của Kiev trở nên phụ thuộc vào các hoàng tử lớn của Vladimir-Suzdal. |

## Thế kỷ 13
| Năm  | Ngày        | Sự kiện |
| ---- | ----------- | --- |
| 1223 |             | Trận sông Kalka: Các chiến binh Rus' lần đầu chạm trán với quân đội Mông Cổ của Thành Cát Tư Hãn. |
| 1227 |             | Những âm mưu của Boyar đã buộc Mstislav, hoàng tử của Novgorod, phải nhường ngôi cho con rể András II của Hungary. |
| 1236 |             | Alexander Nevsky được người Novgorod triệu tập để trở thành Đại công tước Novgorod và với tư cách là nhà lãnh đạo quân sự của họ, để bảo vệ vùng đất phía tây bắc của họ khỏi quân xâm lược Thụy Điển và Đức. |
| 1237 | Tháng 12    | Mông Cổ xâm lược Rus: Bạt Đô đốt cháy Moskva và tàn sát, bắt dân thường của họ làm nô lệ. |
| 1240 | 15 tháng 7  | Trận sông Neva: Quân đội Novgorod đã đánh bại lực lượng xâm lược của Thụy Điển tại nơi hợp lưu của sông Izhora và sông Neva. |
| 1242 | 5 tháng 4   | Trận hồ Chudskoe: Quân đội Novgorod đã đánh bại các Hiệp sĩ Teuton xâm lược trên bề mặt đóng băng của Hồ Peipus. |
| 1263 | 14 tháng 11 | Nevsky qua đời. Các phụ cận của ông được chia trong gia đình ông; con trai út của ông Daniil trở thành Hoàng tử đầu tiên của Moskva. Em trai của ông là Yaroslav của Tver đã trở thành Đại công tước của Tver và của Vladimir và đã bổ nhiệm các đại biểu để điều hành Công quốc Moskva trong thời kỳ thiểu số của Daniel. |

## Thế kỷ 14
| Năm  | Sự kiện     | Sự kiện |
| ---- | ----------- | --- |
| 1303 | 5 tháng 3   | Daniil qua đời. Con trai cả của ông là Yury kế vị làm Hoàng tử Moskva. |
| 1317 |             | Yury kết hôn với em gái của Özbeg Khan, hoàng tử Mông Cổ. Özbeg phế truất Đại công tước của Vladimir và bổ nhiệm Yury vào chức vụ đó.                                                       |
| 1322 |             | Dmitriy Mikhailovich, con trai của Đại Hoàng tử cuối cùng xứ Vladimir, đã thuyết phục Özbeg Khan rằng Yury đã ăn cắp tiền cống nạp của Khan. Ông được tái bổ nhiệm vào vương quốc Vladimir. |
| 1325 | 21 tháng 11 | Yury bị Dmitriy sát hại. Em trai của ông là Ivan I Kalita đã kế vị ông. |
| 1327 | 15 tháng 8  | Đại sứ của Hãn quốc Kim Trướng từ Đế chế Mông Cổ đã bị mắc kẹt và bị thiêu sống trong một cuộc nổi dậy ở Đại công quốc Tver.                                                                |
| 1328 |             | Ivan đã lãnh đạo một đội quân Hãn chống lại Đại công tước xứ Tver, cũng là Đại công tước Vladimir. Ivan được phép thay thế ông trong văn phòng sau này.                                     |
| 1340 | 31 tháng 3  | Ivan qua đời. Con trai ông là Simeon kế vị dưới tư cách là Đại công tước Moskva và Đại công tước Vladimir.                                                                                  |
| 1353 |             | Simeon qua đời. Em trai của ông là Ivan II, kế vị ông dưới tư cách là Đại công tước Moskva.                                                                                                 |
| 1359 | 13 tháng 11 | Ivan qua đời. Con trai ông, Dmitri Donskoi, kế vị. |
| 1380 | 8 tháng 9   | Trận Kulikovo: Một lực lượng Muscovite đã đánh bại một đội quân Blue Horde lớn hơn Mông Cổ tại Cánh đồng Kulikovo.                                                                          |
| 1382 |             | Khả hãn Mông Cổ Tokhtamysh tái khẳng định quyền lực của mình bằng cách cướp bóc và đốt cháy Moskva.                                                                                         |
| 1389 | 19 tháng 5  | Dmitri qua đời. Ngai vàng rơi vào tay con trai ông, Vasili I. |

## Thế kỷ 15
| Năm  | Ngày        | Sự kiện |
| ---- | ----------- | --- |
| 1425 | Tháng 2     | Vasili I qua đời. Con trai của ông là Vasili II, kế vị ông là Đại công tước Moskva; vợ ông, Sophia trở thành nhiếp chính. Em trai của ông, Yury Dmitrievich xứ Zvenigorod, cũng tuyên bố lên ngôi.                                        |
| 1430 |             | Yury kêu gọi Hãn của Hãn quốc Kim Trướng ủng hộ tuyên bố lên ngôi của mình. Vasili II giữ lại Công quốc Moskva, nhưng Yury được trao cho Công quốc Dmitrov.                                                                               |
| 1432 |             | Nội chiến Muscovite: Vasili II dẫn quân đi bắt Dmitrov. Quân đội của ông bị đánh bại và ông buộc phải chạy trốn đến Kolomna. Yury đến Moskva và tuyên bố mình là Đại công tước. Vasili II được ân xá và trở thành thị trưởng của Kolomna. |
| 1433 |             | Nội chiến Muscovite: Cuộc di cư của các boyar Muscovite đến triều đình của Vasili II ở Kolomna đã thuyết phục Yury trả lại Moskva cho cháu trai của mình và chuyển đến Galich.                                                            |
| 1434 |             | Nội chiến Muscovite: Vasily II đã đốt cháy Galich. |
| 1434 | 16 tháng 3  | Nội chiến Muscovite: Đội quân của Yury Dmitrievich đã đánh bại quân đội của Vasily II. Sau đó chạy trốn đến Nizhny Novgorod |
| 1434 | 1 tháng 4   | Nội chiến Muscovite: Yury đến Moskva và tuyên bố mình là Đại công tước một lần nữa. |
| 1434 | 5 tháng 7   | Yuri qua đời. Con trai lớn của ông là Vasily Kosoy, kế vị ông với tư cách là Đại công tước. |
| 1435 |             | Nội chiến Muscovite: Con trai thứ hai của Yury, Dmitry Shemyaka, liên minh với Vasily II. Vasily Kosoy bị trục xuất khỏi điện Kremli và bị mù. Vasili II trở lại ngai vàng của Đại công tước.                                             |
| 1438 |             | Chiến tranh Nga-Kazan: Hãn của Hãn quốc Kazan vừa mới thành lập đã dẫn đầu một đội quân tiến về Moskva. |
| 1445 | 7 tháng 7   | Trận Suzdal: Quân đội Nga đã phải chịu một thất bại nặng nề dưới tay của Tatar xứ Kazan. Vasili II bị bắt làm tù binh; hoạt động của chính phủ rơi vào tay Dmitry Shemyaka.                                                               |
| 1445 | Tháng 12    | Nội chiến Muscovite: Vasili II được chuộc về Muscovy. |
| 1446 |             | Nội chiến Muscovite: Shemyaka đã khiến Vasili II bị mù và bị đày đến Uglich, đồng thời tự xưng là Đại công tước. |
| 1450 |             | Nội chiến Muscovite: Các boyar của Moskva đã trục xuất Shemyaka ra khỏi Điện Kremli và triệu hồi Vasili II lên ngôi. |
| 1452 |             | Nội chiến Muscovite: Shemyaka buộc phải trốn sang Cộng hòa Novgorod. |
| 1453 |             | Shemyaka bị đầu độc bởi các đặc vụ Muscovite. |
| 1462 | 27 tháng 3  | Vasili II qua đời. Con trai của ông là Ivan III, kế vị ông với tư cách là Đại công tước. |
| 1463 |             | Đại công quốc Moskva sáp nhập với Công quốc Yaroslavl. |
| 1471 | 14 tháng 7  | Trận Shelon: Một đội quân Muscovite đã đánh bại một lực lượng Novgorod vượt trội về số lượng. |
| 1474 |             | Đại công quốc Moskva sáp nhập với Công quốc Rostov. |
| 1476 |             | Ivan ngừng cống nạp cho Đại hãn quốc. |
| 1478 | 14 tháng 1  | Cộng hòa Novgorod đã đầu hàng chính quyền của Moskva. |
| 1480 | 11 tháng 11 | Đại đế trên sông Ugra: Lực lượng của Ivan đã ngăn cản Akhmat Khan của Đại hãn quốc xâm lược Muscovy. |
| 1485 |             | Ivan sáp nhập Đại công quốc Tver. |
| 1497 |             | Ivan đã ban hành một bộ luật mang tên Sudebnik để tiêu chuẩn hóa luật Muscovite, mở rộng vai trò của hệ thống tư pháp hình sự và hạn chế khả năng rời bỏ chủ của nông nô.                                                                 |

## Thế kỷ 16
| Năm       | Ngày        | Sự kiện |
| --------- | ----------- | --- |
| 1505      | 27 tháng 10 | Ivan qua đời. Ông được con trai là Vasili III kế vị làm Đại công tước xứ Muscovy. |
| 1507      |             | Chiến tranh Nga-Krym: Hãn quốc Krym đột kích vào các thị trấn Belyov và Kozelsk của Muscovite. |
| 1510      |             | Với sự chấp thuận của hầu hết các giới quý tộc địa phương, Vasili đến Cộng hòa Pskov và tuyên bố giải thể. |
| 1517      |             | Hoàng tử cuối cùng của Công quốc Ryazan đã bị bắt và bị giam cầm tại Moskva. |
| 1533      | 3 tháng 12  | Vasili qua đời; con trai của ông là Ivan IV kế vị. Vợ ông, Elena Glinskaya trở thành nhiếp chính. |
| 1538      | 4 tháng 4   | Glinskaya qua đời. Bà được Hoàng tử Vasily Nemoy kế vị làm nhiếp chính. |
| 1547      | 16 tháng 1  | Một buổi lễ công phu đã trao vương miện cho Ivan, Sa hoàng đầu tiên của Nga. |
| 1552      | 22 tháng 8  | Cuộc bao vây Kazan (1552): Lực lượng vũ trang Nga đã đến Kazan. |
| 1552      | 2 tháng 10  | Cuộc bao vây Kazan (1552): Quân đội Nga chọc thủng tường thành Kazan. |
| 1552      | 13 tháng 10 | Cuộc bao vây Kazan (1552): Thường dân Kazan bị tàn sát, thành phố bị chiếm đóng. |
| 1553–1554 |             | Cuốn sách đầu tiên được in ở Nga, Sách Phúc âm. |
| 1556      |             | Nga đã chinh phục và sáp nhập Hãn quốc Astrakhan. |
| 1558      |             | Chiến tranh Livonija: Ivan yêu cầu một khoản cống nạp hậu hĩnh từ Tòa Giám mục của Dorpat. Bishop đã cử các nhà ngoại giao đến Moskva để thương lượng lại số tiền; Ivan trục xuất họ và xâm chiếm và chiếm đóng Bishopric.                                                   |
| 1560      | 2 tháng 8   | Trận Ērģeme: Quân đội của Ivan đã nghiền nát lực lượng của Hội Livonia. |
| 1561      | 28 tháng 11 | Chiến tranh Livonija: Hội Livonia đã đồng ý với Liên minh Wilno, theo đó Liên minh Livonia được phân chia giữa Lietuva, Thụy Điển và Đan Mạch. Lietuva và Thụy Điển đã gửi quân đến giải phóng các lãnh thổ mới của họ khỏi sự chiếm hữu của Nga.                            |
| 1565      | Tháng 2     | Ivan thành lập Oprichnina, một lãnh thổ do sa hoàng trực tiếp cai trị. |
| 1569      | 1 tháng 7   | Liên minh Lublin đã được ký kết. Ba Lan và Đại công quốc Lietuva được sáp nhập vào Liên bang Ba Lan và Lietuva; Ba Lan bắt đầu hỗ trợ Lietuva trong cuộc chiến chống lại Nga.                                                                                                |
| 1572      |             | Oprichnina đã bị bãi bỏ. |
| 1581      | 16 tháng 11 | Ivan giết con trai cả của mình. |
| 1582      | 15 thang 1  | Chiến tranh Livonija: Hiệp ước Yam-Zapolsky chấm dứt sự tham gia của Ba Lan-Lietuva trong cuộc chiến. Nga từ bỏ yêu sách đối với Livonia và thành phố Polotsk. |
| 1582      | 23 tháng 10 | Trận chiến mũi Chuvash: Binh lính Nga đã giải tán lực lượng vũ trang của Hãn quốc Siberia khỏi thủ đô Qashliq. |
| 1583      |             | Chiến tranh Livonija: Chiến tranh kết thúc với Hiệp ước Plussa. Bờ biển Narva và Vịnh Phần Lan thuộc về Thụy Điển. |
| 1584      | 18 tháng 3  | Ivan qua đời. Ngai vàng rơi vào tay người con trai thiểu năng Fyodor I; con rể của ông là Boris Godunov trên thực tế đã nắm quyền điều hành chính phủ. |
| 1590      | 18 tháng 1  | Chiến tranh Nga-Thụy Điển (1590–1595): Hiệp ước Plussa hết hạn. Quân đội Nga vây hãm Narva. |
| 1590      | 25 tháng 2  | Chiến tranh Nga-Thụy Điển (1590–1595): Một thống đốc Thụy Điển trên lãnh thổ tranh chấp đã đầu hàng người Nga. |
| 1591      | 15 tháng 5  | Dimitry Ivanovich, con trai út của Ivan Bạo chúa, chết lưu vong vì một vết đâm vào cổ họng. Từ lâu được coi là bị sát hại bởi các đặc vụ của Boris Godunov, các học giả gần đây đã bắt đầu bảo vệ giả thuyết rằng cái chết của Dimitry là tự gây ra trong một cơn động kinh. |
| 1595      | 18 tháng 5  | Chiến tranh Nga-Thụy Điển (1590–1595): Hiệp ước Tyavzino được ký kết. Ingria thuộc về Nga. |
| 1598      | 7 tháng 1   | Fyodor I qua đời mà không có con mở đầu cho Thời kỳ Đại loạn. |
| 1598      | 21 tháng 2  | Một zemsky sobor đã bầu cho Godunov là sa hoàng đầu tiên không phải là từ Ryurik của Nga. |

## Thế kỷ 17
| Năm     | Ngày | Sự kiện |
| ------- | --- | --- |
| 1601–03 | | Nạn đói tàn khốc, làm suy yếu quyền lực của Boris. |
| 1604    | Tháng 10 | Dmitriy I, một người tự xưng là Dmitriy Ivanovich đã khuất, con trai của Ivan IV, xâm lược Nga với sự giúp đỡ của Liên bang Ba Lan và Lietuva |
| 1605    | 13 tháng 4                                                                                                   | Boris qua đời. Con trai ông Fyodor II được tuyên bố sa hoàng. |
| 1605    | 1 tháng 6 | Một nhóm các boyar đã đào tẩu để ủng hộ Dmitriy, giành quyền kiểm soát Điện Kremli và bắt giữ Fyodor. |
| 1605    | 20 tháng 6                                                                                                   | Dmitriy và quân đội của ông đã đến Moskva. Fyodor và mẹ ông bị treo cổ. |
| 1605    | 21 tháng 7                                                                                                   | Dmitriy lên ngôi sa hoàng. |
| 1606    | 8 tháng 5 | Dmitriy kết hôn với một người Công giáo, Marina Mniszech, làm dấy lên nghi ngờ rằng ông có ý đồ chuyển nước Nga sang một nước Công giáo. |
| 1606    | 17 tháng 5                                                                                                   | Các boyar bảo thủ do Vasili Shuisky lãnh đạo đã xông vào Điện Kremli và bắn chết Dmitriy trong khi ông đang trốn thoát. |
| 1606    | 19 tháng 5                                                                                                   | Các đồng minh của Shuisky tuyên bố ông là Sa hoàng Vasili IV. |
| 1607    | | Dmitriy II, một người khác tuyên bố danh tính của Dmitriy Ivanovich, đã nhận được sự hỗ trợ tài chính và quân sự từ một nhóm các ông trùm Ba Lan |
| 1609    | 28 tháng 2                                                                                                   | Vasili Shuisky nhượng lại lãnh thổ biên giới cho Thụy Điển để đổi lấy viện trợ quân sự chống lại chính phủ Dmitriy II; khoảng thời gian này Smolenks đang bị bao vây |
| 1609    | Tháng 9 | Chiến tranh Ba Lan–Muscovite (1609–1618): Vua Ba Lan Sigismund III dẫn quân tiến vào Nga; |
| 1610    | 4 tháng 7 | Trận Klushino: Bảy nghìn kỵ binh Ba Lan đã đánh bại một lực lượng Nga vượt trội tại Klushino. |
| 1610    | 19 tháng 7                                                                                                   | Vasili bị lật đổ. Một nhóm quý tộc, Seven Boyars, thay thế ông đứng đầu chính phủ. |
| 1610    | 27 tháng 7                                                                                                   | Chiến tranh Ba Lan–Nga (1609–1618): Một hiệp định đình chiến được thiết lập. Các boyar hứa sẽ công nhận con trai của Zygmunt và người thừa kế Władysław là sa hoàng, với điều kiện phải có những giới hạn nghiêm ngặt đối với quyền lực của ông và việc chuyển đổi sang Chính thống giáo. |
| 1610    | Tháng 8 | Chiến tranh Ba Lan–Nga (1609–1618): Zygmunt từ chối các điều kiện của các boyar. |
| 1610    | Tháng 12 | Hermogenes, giáo chủ của Giáo hội Chính thống Nga, kêu gọi người dân Muscovite nổi dậy chống lại người Ba Lan. |
| 1610    | 11 tháng 12                                                                                                  | Dmitriy II đã bị bắn và bị chặt đầu bởi một trong những tùy tùng của mình. |
| 1612    | 1 tháng 11                                                                                                   | Chiến tranh Ba Lan–Nga (1609–1618): Dân chúng Muscovite nổi dậy chống lại người Ba Lan đã chiếm lại Điện Kremli. |
| 1613    | | Chiến tranh Ingrian: Thụy Điển bắt đầu xâm lược Nga. |
| 1613    | 21 tháng 2                                                                                                   | Một zemsky sobor đã bầu Mikhail Romanov, cháu trai của anh rể Ivan Bạo chúa làm sa hoàng Nga. |
| 1617    | 27 tháng 2                                                                                                   | Chiến tranh Ingrian: Hiệp ước Stolbovo đã kết thúc chiến tranh. Kexholm, Ingria, Estonia và Livonia thuộc về Thụy Điển. |
| 1618    | 11 tháng 12                                                                                                  | Chiến tranh Ba Lan–Nga (1609–1618): Hiệp định đình chiến Deulino đã kết thúc chiến tranh. Nga nhượng lại thành phố Smolensk và tỉnh Chernihiv cho Ba Lan. |
| 1619    | 13 tháng 2                                                                                                   | Feodor Romanov, cha của Mikhail, được trả tự do khỏi nhà tù Ba Lan và được phép trở về Moskva. |
| 1632    | Tháng 10 | Chiến tranh Smolensk: Khi Hiệp định đình chiến Deulino hết hạn, một đội quân Nga đã được cử đến để bao vây Smolensk. |
| 1634    | 1 tháng 3 | Chiến tranh Smolensk: Quân đội Nga, bị bao vây và buộc phải đầu hàng. |
| 1634    | 14 tháng 6                                                                                                   | Chiến tranh Smolensk: Hiệp ước Polyanovka được ký kết để kết thúc chiến tranh. Ba Lan được giữ lại Smolensk, nhưng Władysław từ bỏ yêu sách của mình đối với ngai vàng Nga. |
| 1645    | 13 tháng 7                                                                                                   | Mikhail qua đời. Con trai ông, Aleksey kế vị. |
| 1648    | 25 tháng 1                                                                                                   | Khởi nghĩa Khmelnytsky: Một szlachta Ba Lan, Bohdan Khmelnytsky, lãnh đạo Cossack của Sich Zaporizhia chống lại Vương miện Ba Lan. |
| 1648    | 1 tháng 6 | Bạo loạn Muối: Bất bình trước việc áp dụng thuế muối, người dân thị trấn đã phát động một cuộc nổi dậy ở Moskva. |
| 1648    | 11 tháng 6                                                                                                   | Bạo loạn Muối: Một nhóm quý tộc yêu cầu một zemsky sobor thay mặt cho cuộc nổi loạn. |
| 1648    | 3 tháng 7 | Bạo loạn Muối: Nhiều thủ lĩnh của cuộc nổi dậy đã bị hành quyết. |
| 1648    | 25 tháng 12                                                                                                  | Khởi nghĩa Khmelnytsky: Khmelnytsky tiến vào thủ đô Kyiv của Ukraina. |
| 1649    | Tháng 1 | Một zemsky sobor đã phê chuẩn một bộ luật pháp mới, Sobornoye Ulozheniye. |
| 1653    | | Raskol: Nikon, Thượng phụ của Moskva, đã cải cách phụng vụ Nga để phù hợp với các nghi lễ của Giáo hội Hy Lạp. |
| 1654    | Tháng 1 | Khởi nghĩa Khmelnytsky: Theo Hiệp ước Pereyaslav, Tả ngạn Ukraina, lãnh thổ của Zaporozhia, liên minh với Nga. |
| 1654    | Tháng 3–Tháng 4                                                                                              | Raskol: Nikon sắp xếp một hội đồng nhà thờ, hội đồng này quyết định sửa các sách phụng sự thần thánh của Nga bằng cách sử dụng các bản viết tay của người Hy Lạp và người Slav cổ đại. |
| 1654    | Tháng 7 | Chiến tranh Nga-Ba Lan (1654–1667): Quân đội Nga xâm lược Ba Lan. |
| 1655    | | Đại hồng thủy Thụy Điển: Thụy Điển xâm lược Liên bang Ba Lan và Lietuva. |
| 1655    | 3 tháng 7 | Chiến tranh Nga-Ba Lan (1654–1667): Quân đội Nga chiếm đóng Vilnius. |
| 1655    | 25 tháng 7                                                                                                   | Đại hồng thủy Thụy Điển: Voivoda Poznań đầu hàng quân xâm lược Thụy Điển. |
| 1655    | 2 tháng 11                                                                                                   | Nga đàm phán ngừng bắn với Ba Lan. |
| 1656    | Tháng 7 | Chiến tranh Nga-Thụy Điển (1656–1658): Quân dự bị Nga xâm chiếm Ingria. |
| 1658    | 26 tháng 2                                                                                                   | Chiến tranh Thụy Điển–Đan Mạch (1657–1658): Hòa ước Roskilde chấm dứt chiến tranh của Thụy Điển với Đan Mạch, cho phép chuyển quân sang các cuộc xung đột phía đông. |
| 1658    | 10 tháng 7                                                                                                   | Raskol: Thượng phụ Nikon rời Moskva. |
| 1658    | 16 tháng 9                                                                                                   | Chiến tranh Nga-Ba Lan (1654–1667): Hiệp ước Hadiach thiết lập một liên minh quân sự giữa Ba Lan và Zaporozhia, đồng thời hứa hẹn thành lập một Khối thịnh vượng chung gồm ba quốc gia: Ba Lan, Litva và Rus'. |
| 1658    | 28 tháng 12                                                                                                  | Chiến tranh Nga-Thụy Điển (1656–1658): Hiệp ước Valiesar đã thiết lập một nền hòa bình. Các lãnh thổ Ingria bị chinh phục và đã được nhượng lại cho Nga trong ba năm. |
| 1660    | 23 tháng 4                                                                                                   | Đại hồng thủy Thụy Điển: Hiệp ước Oliva chấm dứt xung đột giữa Ba Lan và Thụy Điển. |
| 1661    | | Chiến tranh Nga-Ba Lan (1654–1667): Lực lượng Ba Lan xâm chiếm lại Vilnius. |
| 1661    | 1 tháng 7 | Hoà ước Valiesar hết hạn. Nga trả lại Ingria cho Đế quốc Thụy Điển theo Hoà ước Cardis. |
| 1662    | 25 tháng 7                                                                                                   | Bạo loạn Copper: Vào sáng sớm, một nhóm người Hồi giáo đã hành quân đến Kolomenskoye và yêu cầu trừng phạt các bộ trưởng chính phủ đã làm mất giá trị đồng tiền đồng của Nga. Khi đến nơi, họ đã bị quân đội phản công; một nghìn người bị treo cổ hoặc chết đuối. Số còn lại đã bị lưu đày. |
| 1665    | | Cuộc nổi dậy Lubomirski: Một nhà quý tộc người Ba Lan đã phát động rokosz (nổi loạn) chống lại nhà vua. |
| 1665    | Nhà quý tộc Cossack người Thổ Nhĩ Kỳ Petro Doroshenko đã đánh bại những kẻ thù người Nga ở Hữu ngạn Ukraina. | |
| 1666    | Tháng 4–Tháng 5                                                                                              | Raskol: Đại hội đồng Moskva đã phế truất Nikon khỏi chế độ phụ hệ. Các tín đồ cũ đã được giải phẫu. |
| 1667    | 30 tháng 1                                                                                                   | Chiến tranh Nga-Ba Lan (1654–1667): Hiệp ước Andrusovo chấm dứt chiến tranh giữa Ba Lan và Nga mà không có đại diện của Cossack. Ba Lan đồng ý nhượng lại các tỉnh Smoleńsk và Czernihów và thừa nhận quyền kiểm soát của Nga đối với Tả ngạn Ukraina. |
| 1669    | | Doroshenko đã ký một hiệp ước công nhận quốc gia của ông là một quốc gia chư hầu của Đế chế Ottoman. |
| 1670    | | Cossack Stenka Razin bắt đầu nổi dậy chống lại chính phủ Nga. |
| 1671    | | Razin bị bắt, tra tấn và bị phân xác tại Quảng trường Đỏ ở Lobnoye Mesto. |
| 1674    | | Cossack tại Hữu ngạn Ukraina đã bầu Ivan Samoylovych người Nga, Hetman của Tả ngạn Ukraina, để thay thế cho Doroshenko và trở thành Hetman của một Ukraina thống nhất. |
| 1676    | | Chiến tranh Nga–Thổ Nhĩ Kỳ (1676–1681): Quân đội Ottoman gia nhập lực lượng của Doroshenko trong một cuộc tấn công vào thành phố Chyhyryn ở tả ngạn. |
| 1676    | 29 tháng 1                                                                                                   | Aleksey qua đời. Con trai ông Fyodor III trở thành sa hoàng. |
| 1676    | 1 tháng 2 | Raskol: Cuộc vây hãm Solovki kéo dài 8 năm đã kết thúc. |
| 1680    | | Chiến tranh Nga-Krym: Các cuộc xâm lược Krym của Nga đã kết thúc. |
| 1681    | 3 tháng 1 | Chiến tranh Nga–Thổ Nhĩ Kỳ (1676–1681): Chiến tranh kết thúc với Hiệp ước Bakhchisarai. Biên giới Nga-Thổ Nhĩ Kỳ được định cư tại sông Dnepr. |
| 1682    | Tháng 1 | Feodor III đã bãi bỏ mestnichestvo, một hệ thống bổ nhiệm chính trị cổ xưa, phi nhân tài. |
| 1682    | 14 tháng 4                                                                                                   | Raskol: Avvakum, thủ lĩnh nổi bật nhất của phong trào Những Tín Đồ Cũ đã bị thiêu sống. |
| 1682    | 27 tháng 4                                                                                                   | Fyodor qua đời mà không có con. Pyotr I, con trai của Aleskey với người vợ thứ hai Natalia Naryshkina, được tuyên bố là sa hoàng. Mẹ ông trở thành nhiếp chính. |
| 1682    | 17 tháng 5                                                                                                   | Cuộc nổi dậy Moskva 1682: Các trung đoàn Streltsy thuộc phe người vợ đầu tiên của Aleskey, Maria Miloslavskaya, đã tiếp quản Điện Kremli, hành quyết các anh em của Naryshkina, và tuyên bố đứa con trai tàn tật của Miloslavskaya là Ivan V là "sa hoàng cấp cao", với Pyotr vẫn ở trên ngai vàng với tư cách là cấp dưới. Con gái lớn của Miloslavskaya, Sofia Alekseyevna, trở thành nhiếp chính. |
| 1687    | Tháng 5 | Chiến dịch Krym: Quân đội Nga đã phát động một cuộc xâm lược chống lại một chư hầu của Ottoman, Hãn quốc Krym. |
| 1687    | 17 tháng 6                                                                                                   | Chiến dịch Krym: Đối mặt với một thảo nguyên bị đốt cháy không thể cho ngựa ăn, Nga quay trở lại. |
| 1689    | Tháng 6 | Fyodor Shaklovity, người đứng đầu Cẩm vệ Streltsy, đã thuyết phục Sofia tự xưng là sa hoàng và cố gắng kích động một cuộc nổi dậy mới để ủng hộ bà. Thay vào đó, streltsy đã đào tẩu để ủng hộ Pyotr. |
| 1689    | 11 tháng 10                                                                                                  | Shaklovity đã bị xử tử. |
| 1696    | 29 tháng 1                                                                                                   | Ivan V qua đời. |
| 1696    | 23 tháng 4                                                                                                   | Chiến dịch Azov thứ hai: Quân đội Nga bắt đầu triển khai tới một pháo đài quan trọng của Ottoman, Azov. |
| 1696    | 27 tháng 5                                                                                                   | Chiến dịch Azov thứ hai: Hải quân Nga đến biển và phong tỏa Azov. |
| 1696    | 19 tháng 7                                                                                                   | Chiến dịch Azov thứ hai: Quân đồn trú Ottoman đầu hàng. |
| 1698    | 6 tháng 6 | Cuộc nổi dậy Streltsy: Khoảng bốn nghìn chiến binh đã lật đổ các chỉ huy của họ và tiến thẳng đến Moskva, nơi họ định yêu cầu lên ngôi Sofia Alekseyevna đang bị lưu đày. |
| 1698    | 18 tháng 6                                                                                                   | Cuộc nổi dậy Streltsy: Các phiến quân đã bị đánh bại. |
| 1700    | 19 tháng 8                                                                                                   | Đại chiến Bắc Âu: Nga tuyên chiến với Thụy Điển. |
| 1700    | 16 tháng 10                                                                                                  | Adrian, tộc trưởng của Giáo hội Chính thống Nga qua đời. Pyotr đã ngăn cản việc bầu chọn người kế vị. |

## Thế kỷ 18
| Năm  | Ngày        | Sự kiện |
| ---- | ----------- | --- |
| 1703 | 27 tháng 5  | Thành phố Sankt-Peterburg được thành lập. |
| 1707 | 8 tháng 10  | Cuộc nổi dậy Bulavin: Một nhóm Don Cossack nhỏ đã giết chết một quý tộc đang tìm kiếm lãnh thổ của họ để truy tìm những kẻ trốn thuế. |
| 1708 | 7 tháng 7   | Cuộc nổi dậy Bulavin: Sau một loạt các cuộc đảo ngược quân sự tàn khốc, Bulavin đã bị bắn bởi những người theo dõi cũ của mình. |
| 1708 | 18 tháng 12 | Một sắc lệnh của đế quốc đã chia nước Nga thành tám guberniya (tỉnh trưởng). |
| 1709 | 28 tháng 6  | Trận Poltava: Chiến thắng quyết định của quân đội Nga trước quân Thụy Điển tại Poltava đã đánh dấu bước ngoặt của cuộc chiến, chấm dứt nền độc lập của người Cossack và bình minh của Đế quốc Nga. |
| 1710 | 14 tháng 10 | Các guberniya của Nga được chia thành nhiều lô theo dân số quý tộc. |
| 1710 | 20 tháng 11 | Chiến tranh Nga–Thổ Nhĩ Kỳ (1710–1711): Vua Karl XII của Thụy Điển thuyết phục sultan từ Ottoman tuyên chiến với Nga. |
| 1711 | 22 tháng 2  | Cải cách chính phủ của Pyotr I: Pyotr đã thành lập Thượng viện điều hành để thông qua luật khi ông vắng mặt. |
| 1711 | 21 tháng 7  | Chiến tranh Nga–Thổ Nhĩ Kỳ (1710–1711): Hòa bình đã được ký kết bởi Hiệp ước Pruth. Nga trao trả Azov cho Đế quốc Ottoman và phá hủy thị trấn Taganrog. |
| 1713 | 8 tháng 5   | Thủ đô Nga đã được chuyển từ Moskva sang Sankt-Peterburg. |
| 1713 | 17 tháng 7  | Tỉnh Riga được thành lập trên lãnh thổ bị chinh phục từ Livonia. |
| 1713 | 17 tháng 7  | Lãnh thổ của Tỉnh Smolensk được phân chia giữa Moskva và tỉnh Riga. |
| 1714 | 15 tháng 1  | Lãnh thổ phía tây bắc của Tỉnh Kazan được chuyển giao cho Tỉnh Nizhny Novgorod mới thành lập. |
| 1715 | 11 tháng 10 | Pyotr yêu cầu con trai của ông, Aleksey Petrovich, tán thành những cải cách của ông hoặc từ bỏ quyền lên ngôi. |
| 1716 |             | Aleksey chạy trốn đến Viên để tránh nghĩa vụ quân sự. |
| 1717 | 22 tháng 11 | Tỉnh Astrakhan được thành lập trên vùng đất phía nam của Tỉnh Kazan. |
| 1717 | 22 tháng 11 | Lãnh thổ của Tỉnh Nizhny Novgorod được tái hợp nhất vào Tỉnh Kazan. |
| 1717 | 12 tháng 12 | Cải cách chính phủ của Pyotr I: Pyotr đã thành lập collegia, các bộ của chính phủ để thay thế cho prikazy. |
| 1718 | 31 tháng 1  | Aleksey quay trở lại Moskva với lời hứa rằng anh ta sẽ không bị hại. |
| 1718 | 18 tháng 2  | Sau khi bị tra tấn, Aleksey công khai từ bỏ ngai vàng và lôi kéo một số phần tử phản động âm mưu lật đổ cha mình. |
| 1718 | 13 tháng 6  | Aleksey bị đưa ra xét xử vì tội phản quốc. |
| 1718 | 26 tháng 6  | Aleksey chết sau khi bị tra tấn trong Pháo đài Thánh Phêrô và Phaolô. |
| 1719 | 29 tháng 5  | Rất nhiều tỉnh đã bị bãi bỏ; thay vào đó, guberniya được chia thành các tỉnh, mỗi tỉnh được quản lý và đánh thuế theo một cơ quan dân cử có từ trước (Voyevoda). Các tỉnh này được chia thành các huyện, thay thế các huyện cũ. Các ủy viên huyện đã được bầu chọn bởi các quý tộc địa phương.                                                           |
| 1719 | 29 tháng 5  | Tỉnh Nizhny Novgorod được tái lập. |
| 1719 | 29 tháng 5  | Tỉnh Reval được thành lập trên lãnh thổ bị chinh phục từ Estonia. |
| 1721 | 25 tháng 1  | Pyotr đã thành lập Thượng Hội Đồng Chí Thánh, một cơ quan gồm mười giáo sĩ do một quan chức thế tục chủ trì, đứng đầu Giáo hội Chính thống giáo Nga thay cho Thượng phụ Moskva. |
| 1721 | 30 tháng 8  | Đại chiến Bắc Âu: Hiệp ước Nystad đã kết thúc chiến tranh. Thụy Điển nhượng Estonia, Livonia và Ingria cho Nga. |
| 1721 | 22 tháng 10 | Pyotr được tuyên bố là Hoàng đế. |
| 1722 |             | Pyotr đã giới thiệu Bảng xếp hạng, nơi trao các đặc quyền của giới quý tộc dựa trên dịch vụ nhà nước. |
| 1722 | Tháng 7     | Chiến tranh Nga–Ba Tư (1722–1723): Một đoàn thám hiểm quân sự của Nga đã lên đường ủng hộ nền độc lập của hai vương quốc Cơ đốc giáo, Kartli và Armenia. |
| 1723 | 12 tháng 9  | Chiến tranh Nga–Ba Tư (1722–1723): Vua Ba Tư đã ký một hiệp ước hòa bình nhượng các thành phố Derbent và Baku và các tỉnh Shirvan, Guilan, Mazandaran và Astrabad cho Đế quốc Nga. |
| 1725 | 28 tháng 1  | Pyotr qua đời vì các vấn đề về tiết niệu. Ông không chọn được người kế vị; một trong những cố vấn thân cận nhất của Pyotr, Aleksandr Menshikov, đã thuyết phục Đội cận vệ Hoàng gia tuyên bố ủng hộ vợ của Pyotr là Yekaterina I. |
| 1726 |             | Tỉnh Smolensk đã được tái lập. |
| 1726 | 8 tháng 2   | Yekaterina thành lập một cơ quan tư vấn, Hội đồng Cơ mật Tối cao. |
| 1727 |             | Yekaterina thành lập các Tỉnh Belgorod và Novgorod và điều chỉnh biên giới của một số tỉnh khác. Các quận đã bị bãi bỏ; Các uezd đã được tái lập. |
| 1727 | 17 tháng 5  | Yekaterina qua đời. |
| 1727 | 18 tháng 5  | Theo nguyện vọng của Yekaterina, Pyotr II, mới mười một tuổi, là con trai của Aleksey Petrovich và cháu trai của Pyotr Đại đế, trở thành hoàng đế. Hội đồng Cơ mật Tối cao sẽ nắm giữ quyền lực trong thời kỳ thiểu số của ông. |
| 1727 | 9 tháng 9   | Các thành viên bảo thủ của Hội đồng Cơ mật Tối cao đã trục xuất những thành viên quyền lực nhất của hội, Menshikov theo chủ nghĩa tự do. |
| 1730 | 30 tháng 1  | Pyotr qua đời vì bệnh đậu mùa. |
| 1730 | 1 tháng 2   | Hội đồng Cơ mật Tối cao đã trao ngai vàng cho Anna Ivanovna, con gái của Ivan V, với điều kiện Hội đồng giữ quyền chiến tranh, hòa bình và thuế, cùng những quyền lợi khác, và bà sẽ không bao giờ kết hôn hoặc chỉ định người thừa kế. |
| 1730 | 4 tháng 3   | Anna đã xé bỏ các điều khoản gia nhập của mình và giải tán Hội đồng Cơ mật Tối cao. |
| 1736 | 20 tháng 5  | Chiến tranh Nga–Thổ Nhĩ Kỳ (1735–1739): Quân đội Nga đã chiếm được các công sự của Ottoman tại Perekop. |
| 1736 | 19 tháng 6  | Chiến tranh Nga–Thổ Nhĩ Kỳ (1735–1739): Người Nga đã chiếm được Azov. |
| 1737 | Tháng 7     | Chiến tranh Nga–Thổ Nhĩ Kỳ (1735–1739): Áo tham chiến bên phía Nga. |
| 1739 | 21 tháng 8  | Chiến tranh Nga–Thổ Nhĩ Kỳ (1735–1739): Áo đã đồng ý theo Hiệp ước Belgrade để chấm dứt tham chiến. |
| 1739 | 18 tháng 9  | Chiến tranh Nga–Thổ Nhĩ Kỳ (1735–1739): Hiệp ước Nissa đã kết thúc chiến tranh. Nga từ bỏ tuyên bố chủ quyền đối với bán đảo Krym và Moldavia và hải quân của họ đã bị cấm hoạt động ở Biển Đen. |
| 1740 | 17 tháng 10 | Anna qua đời vì bệnh thận. Bà để lại ngai vàng cho đứa con trai nuôi của mình là Ivan VI. |
| 1740 | 18 tháng 10 | Người tình của Anna, Ernst Johann von Biron, được tuyên bố là nhiếp chính. |
| 1740 | 8 tháng 11  | Biron bị bắt theo lệnh của đối thủ, Bá tước Burkhard Christoph von Munnich. Mẹ ruột của Ivan, Anna Leopoldovna, thay Biron làm nhiếp chính. |
| 1741 | 8 tháng 8   | Chiến tranh Nga–Thụy Điển (1741–1743): Thụy Điển tuyên chiến với Nga. |
| 1741 | 25 tháng 11 | Yelizaveta, con gái út của Pyotr Đại đế, đã lãnh đạo trung đoàn Preobrazhensky đến Cung điện Mùa đông để lật đổ quyền nhiếp chính của Anna Leopoldovna và tự phong mình làm hoàng hậu. |
| 1741 | 2 tháng 12  | Ivan bị giam trong pháo đài Daugavgriva. |
| 1742 | 4 tháng 9   | Chiến tranh Nga–Thụy Điển (1741–1743): Bị quân đội Nga bao vây tại Helsinki, quân Thụy Điển đầu hàng. |
| 1743 | 7 tháng 8   | Chiến tranh Nga–Thụy Điển (1741–1743): Hiệp ước Åbo được ký kết, kết thúc chiến tranh. Nga từ bỏ phần lớn lãnh thổ bị chinh phục, chỉ giữ lại vùng đất phía đông sông Kymi. Đổi lại, Adolf Frederick của Holstein-Gottorp, chú của người thừa kế ngai vàng Nga, đã trở thành Quốc vương Thụy Điển.                                                       |
| 1744 |             | Tỉnh Vyborg được thành lập trên các lãnh thổ của Thụy Điển đã bị chinh phục. |
| 1755 |             | Mikhail Lomonosov và Bá tước Ivan Shuvalov thành lập trường Đại học Moskva. |
| 1756 | 29 tháng 8  | Chiến tranh Bảy Năm: Vương quốc Phổ xâm lược xứ bảo hộ Sachsen của Áo. |
| 1757 | 1 tháng 5   | Cách mạng Ngoại giao: Theo Hiệp ước Versailles thứ hai, Nga tham gia liên minh quân sự Pháp-Áo. |
| 1757 | 17 tháng 5  | Chiến tranh Bảy Năm: Quân đội Nga tham chiến. |
| 1761 | 25 tháng 12 | Phép lạ của Nhà Brandenburg: Yelizaveta qua đời. Cháu trai của bà, Pyotr III, trở thành hoàng đế. |
| 1762 | 5 tháng 5   | Chiến tranh Bảy Năm: Hiệp ước Sainkt-Peterburg chấm dứt sự tham gia của Nga vào cuộc chiến mà không giành được lãnh thổ nào. |
| 1762 | 17 tháng 7  | Pyotr bị lật đổ bởi Đội cận vệ Hoàng gia và được thay thế bằng vợ ông, Yekaterina II, theo lệnh của bà. |
| 1764 | 5 tháng 7   | Một nhóm binh lính đã cố gắng giải thoát Ivan VI đang bị giam cầm; ông đã bị ám sát. |
| 1767 | 10 tháng 8  | Chỉ thị của Yekaterina Đại đế được ban hành cho Ủy ban Lập pháp. |
| 1767 | 13 tháng 10 | Thượng nghị viện Repnin: Bốn thượng nghị sĩ Ba Lan phản đối chính sách của đại sứ Nga Nicholas Repnin đã bị quân đội Nga bắt giữ và giam cầm ở Kaluga. |
| 1768 | 27 tháng 2  | Thượng nghị viện Repnin: Các đại biểu của Sejm đã thông qua một hiệp ước đảm bảo ảnh hưởng của Nga trong tương lai đối với chính trị nội bộ của Ba Lan. |
| 1768 | 29 tháng 2  | Các quý tộc Ba Lan đã thành lập Liên đoàn Luật sư nhằm chấm dứt ảnh hưởng của Nga trên đất nước họ. |
| 1768 | 25 tháng 9  | Chiến tranh Nga-Thổ Nhĩ Kỳ (1768–1774): Quốc vương Ottoman tuyên chiến với Nga. |
| 1771 | 15 tháng 9  | Bạo loạn Dịch hạch: Một đám đông bạo loạn tiến vào Quảng trường Đỏ, đột nhập vào Điện Kremli và phá hủy Tu viện Chudov |
| 1771 | 17 tháng 9  | Bạo loạn Dịch hạch: Quân đội đã trấn áp cuộc bạo loạn. |
| 1772 | 5 tháng 8   | Phân vùng đầu tiên của Ba Lan đã được công bố. Ba Lan mất 30% lãnh thổ bị chia cắt giữa Phổ, Áo và Nga. |
| 1773 |             | Nổi dậy Pugachev: Đội quân Cossack Yemelyan Pugachev tấn công và chiếm đóng Samara. |
| 1773 | 18 tháng 9  | Một sejm liên minh đã buộc phải phê chuẩn phân vùng đầu tiên của Ba Lan. |
| 1774 | 21 tháng 7  | Chiến tranh Nga-Thổ Nhĩ Kỳ (1768–1774): Hiệp ước Küçük Kaynarca đã được ký kết. Phần của khu vực Yedisan ở phía đông sông Nam Bug, khu vực Kabarda ở Kavkaz và một số cảng ở bán đảo Krym đã thuộc về Nga. Hãn quốc Krym sau khi giành được độc lập từ Đế chế Ottoman, đế quốc này cũng tuyên bố Nga là nước bảo vệ các Kitô hữu trên lãnh thổ của mình. |
| 1774 | 14 tháng 9  | Nổi dậy Pugachev: Thất vọng với triển vọng ảm đạm của cuộc nổi dậy, các sĩ quan của Pugachev đã giao ông cho quân đội Nga. |
| 1783 | 8 tháng 4   | Hãn quốc Krym được sáp nhập vào Đế quốc Nga. |
| 1783 | 24 tháng 7  | Bị đe dọa bởi Đế chế Ba Tư và Ottoman, vương quốc Kartl-Kakheti đã ký Hiệp ước Georgievsk, theo đó đã trở thành một nước bảo hộ của Nga. |
| 1788 |             | Chiến tranh Nga–Thổ Nhĩ Kỳ (1787–1792): Đế quốc Ottoman lại tuyên chiến với Nga và bỏ tù đại sứ của Nga |
| 1788 | 27 tháng 6  | Chiến tranh Nga-Thụy Điển (1788–1790): Quân đội Thụy Điển đã diễn ra một cuộc giao tranh giữa họ và quân đội Nga. |
| 1788 | 6 tháng 7   | Trận Hogland: Hải quân Nga đã phân tán một hạm đội xâm lược của Thụy Điển gần Hogland ở Vịnh Phần Lan. |
| 1788 | 6 tháng 10  | Đại Sejm: Một sejm liên minh đã được kêu gọi để khôi phục Liên bang Ba Lan và Lietuva. |
| 1790 | 14 tháng 8  | Chiến tranh Nga-Thụy Điển (1788–1790): Hiệp ước Värälä đã kết thúc chiến tranh mà không có thay đổi nào về lãnh thổ. |
| 1791 | 3 tháng 5   | Đại Sejm: Hiến pháp ngày 3 tháng 5 của Ba Lan được bí mật phê chuẩn. Hiến pháp mới bãi bỏ quyền phủ quyết tự do, làm giảm quyền lực của giới quý tộc và hạn chế khả năng ảnh hưởng đến chính trị nội bộ Ba Lan và Nga. |
| 1791 | 23 tháng 12 | Yekaterina đã thành lập Khu định cư Pale, một khu vực của Nga ở châu Âu, nơi người Do Thái Nga được chuyển đến. |
| 1792 | 9 tháng 1   | Chiến tranh Nga–Thổ Nhĩ Kỳ (1787–1792): Hiệp ước Jassy được ký kết, kết thúc chiến tranh. Biên giới Nga ở Yedisan được mở rộng đến sông Dnister. |
| 1792 | 18 tháng 5  | Chiến tranh Nga-Ba Lan 1792: Quân đội của Liên minh Targowica, phản đối Hiến pháp ngày 3 tháng 5 tự do của Ba Lan nên đã xâm lược Ba Lan. |
| 1793 | 23 tháng 1  | Chiến tranh Nga-Ba Lan 1792: Phân chia Ba Lan lần thứ hai rút khỏi đất nước với một phần ba dân số vào năm 1772. |
| 1793 | 23 tháng 11 | Nghị viện Grodno: Nghị viện cuối cùng của Liên bang Ba Lan và Lietuva đã phê chuẩn lần phân chia thứ hai. |
| 1794 | 24 tháng 3  | Nổi dậy Kościuszko: Một thông báo của Tadeusz Kościuszko đã châm ngòi cho một cuộc nổi dậy của những người theo chủ nghĩa dân tộc ở Ba Lan. |
| 1794 | 4 tháng 11  | Trận Praga: Quân đội Nga đã chiếm được quận Praga của Warsaw và tàn sát những thường dân ở đó. |
| 1794 | 5 tháng 11  | Nổi dậy Kościuszko: Cuộc nổi dậy kết thúc với việc Nga chiếm đóng Warsaw. |
| 1795 | 11 tháng 9  | Trận Krtsanisi: Quân đội Ba Tư đã phá hủy lực lượng vũ trang của Kartl-Kakheti. |
| 1795 | 24 tháng 10 | Lần phân chia thứ ba của Ba Lan đã chia nốt phần còn lại của lãnh thổ. |
| 1796 | Tháng 4     | Cuộc chinh phạt Ba Tư 1796: Yekaterina đã phát động một cuộc thám hiểm quân sự để trừng phạt Ba Tư vì đã xâm nhập vào vùng bảo hộ Kartl-Kakheti của Nga. |
| 1796 | 5 tháng 11  | Yekaterina bị đột quỵ trong bồn tắm. |
| 1796 | 6 tháng 11  | Yekaterina qua đời. Ngai vàng rơi vào tay con trai bà, Pavel I. |

### Xuất bản vào thế kỷ 19
- Thomas Bartlett (1841). "Russia". New Tablet of Memory; or, Chronicle of Remarkable Events [Chương Mới của Ký Ức; hoặc, Biên Niên Sự Kiện Đáng Chú Ý] (bằng tiếng Anh). Luân Đôn: Thomas Kelly.
- George Henry Townsend (1867), "Russia", A Manual of Dates (bằng tiếng Anh) (ấn bản thứ 2), Luân Đôn: Frederick Warne & Co.
- William Henry Overall, biên tập (1870). "Russia". Dictionary of Chronology [Từ Điển Niên Đại] (bằng tiếng Anh). Luân Đôn: William Tegg. hdl:2027/uc2.ark:/13960/t9m32q949 – qua Hathi Trust.
- Louis Heilprin (1885). "Russia". Historical Reference Book...Chronological Dictionary of Universal History [Sách Tham khảo Lịch sử...Từ điển Biên niên sử Của Universal History] (bằng tiếng Anh). New York: D. Appleton and Company. hdl:2027/wu.89097349187 – qua Hathi Trust.

### Xuất bản vào thế kỷ 20
- Charles E. Little (1900), "Russia", Cyclopedia of Classified Dates [Bách Khoa Toàn Thư về Ngày Đã Phân Loại] (bằng tiếng Anh), New York: Funk & Wagnalls
- Henry Smith Williams, biên tập (1908). "Chronological Summary of the History of Russia" [Tóm tắt Thời gian của Lịch sử nước Nga]. Switzerland, Russia. Historians' History of the World (bằng tiếng Anh). Quyển 17. Luân Đôn: Hooper & Jackson. hdl:2027/njp.32101063964793.
- Benjamin Vincent (1910), "Russia", Haydn's Dictionary of Dates [Từ điển Ngày của Haydn] (bằng tiếng Anh) (ấn bản thứ 25), Luân Đôn: Ward, Lock & Co.
- Arthur Voyce (1967). "Chronological Table" [Bảng Niên Đại]. Art and Architecture of Medieval Russia [Nghệ thuật và Kiến trúc Nga thời Trung cổ] (bằng tiếng Anh). Hoa Kỳ: University of Oklahoma Press. tr. 371+ – qua Open Library (fulltext).
- James Stuart Olson; và đồng nghiệp, biên tập (1994). "Chronology of the Russian and Soviet Empires" [Niên đại Đế quốc Nga và Liên Xô]. Ethnohistorical Dictionary of the Russian and Soviet Empires [Từ điển lịch sử dân tộc của Đế quốc Nga và Liên Xô] (bằng tiếng Anh). Greenwood. ISBN 978-0-313-27497-8.
- Neil Cornwell, biên tập (1998). "Chronology". Reference Guide to Russian Literature [Hướng dẫn Tham khảo về Văn học Nga] (bằng tiếng Anh). Fitzroy Dearborn. ISBN 978-1-134-26077-5.
- Nicholas Rzhevsky (1998). "Chronology". Cambridge Companion to Modern Russian Culture [Cambridge Đồng Hành với Văn Hóa Nga Hiện Đại] (bằng tiếng Anh). Cambridge University Press. ISBN 978-0-521-47799-4.

### Xuất bản vào thế kỷ 21
- "Russian Federation" [Liên Bang Nga]. Political Chronology of asia [Niên đại Chính trị Châu Á] (bằng tiếng Anh). Europa Publications. 2001. ISBN 978-1-85743-113-1.
- Ian Jeffries (2002). "Chronological of Political Developments, 1992-2000" [Trình tự Thời gian của Phát triển Chính trị, 1992-2000]. The New Russia: A Handbook of Economic and Political Developments [Nước Nga Mới: Cẩm nang về Sự Phát triển Kinh tế Và Chính trị] (bằng tiếng Anh). Taylor & Francis. ISBN 978-1-136-87065-1.
- Lawrence N. Langer (2002). "Chronology". Historical Dictionary of Medieval Russia [Từ Điển Lịch Sử Nga thời Trung Cổ] (bằng tiếng Anh). Scarecrow Press. ISBN 978-0-8108-6618-8.
- "Russian Federation: Chronology" [Liên bang Nga: Niên đại]. Eastern Europe, Russia and Central Asia 2003 [Đông Âu, Nga và Trung Á 2003] (bằng tiếng Anh). Europa Publications. 2002. ISBN 978-1-85743-137-7.
- Walter G. Mossy (2005). "Chronology". History of Russia [Lịch sử Nga] (bằng tiếng Anh). Quyển 1: tới 1917 (ấn bản thứ 2). Luân Đôn: Anthem Press. ISBN 978-1-84331-023-5.
- Susan Richards (2010). "Time Line". Lost and Found in Russia: Lives in the Post-Soviet Landscape [Bị Mất và Phát hiện ở Nga: Cuộc Sống trong Bối cảnh Hậu Xô Viết] (bằng tiếng Anh). I.B. Tauris. ISBN 978-1-59051-348-4.
- Robert A. Saunders; Vlad Strukov (2010). "Chronology". Historical Dictionary of the Russian Federation [Từ điển Lịch sử của Liên bang Nga] (bằng tiếng Anh). Scarecrow Press. ISBN 978-0-8108-7460-2.
- Daniel Jaffé (2012). "Chronology". Historical Dictionary of Russian Music [Từ điển Lịch sử Âm nhạc Nga] (bằng tiếng Anh). Scarecrow Press. ISBN 978-0-8108-7980-5.
- Mikhail S. Blinnikov (2011). "Brief Timeline of Russia's History" [Tóm tắt Ngắn gọn Lịch sử Nga]. Geography of Russia and Its Neighbors [Địa lý Nga và các nước Láng giềng] (bằng tiếng Anh). Guilford Press. ISBN 978-1-60623-921-6.
- "Chronology of Russia" [Niên đại Nga]. Territories of the Russian Federation [Lãnh thổ Liên bang Nga]. Europa Territories of the World (bằng tiếng Anh) (ấn bản thứ 13). Routledge. 2012. ISBN 978-1-85743-646-4.
- Norman E. Saul (2015). "Chronology". Historical Dictionary of Russian and Soviet Foreign Policy [Từ điển Lịch sử Về Chính sách Đối Ngoại Của Nga Và Liên Xô] (bằng tiếng Anh). Rowman & Littlefield. ISBN 978-1-4422-4437-5.